# Тымунь, Николай Алексеевич
Николай Алексеевич Тымунь (укр. Микола Олексійович Тимунь; 3 февраля 1940 год, село Носковцы, Жмеринский район, Винницкая область) — бригадир хозрасчётной укрупнённой комплексной бригады докеров-механизаторов Одесского морского порта, Украинская ССР. Герой Социалистического Труда (1984). Депутат Верховного Совета УССР 11-го созыва. Лауреат Государственной премии УССР (1982).

## Биография
Родился 3 февраля 1940 года в крестьянской семье в селе Носковцы. Получил среднее специальное образование.
С 1955 года — механизатор колхоза имени Ленина Жмеринского района Винницкой области. Служил в Советской армии.
В 1963 году вступил в КПСС.
С 1963 года — портовый рабочий и с 1971 — бригадир хозрасчетной укрупнённой комплексной бригады докеров-механизаторов № 208 Одесского морского торгового порта, которая работала на причале № 14. Без отрыва от производства в 1982 году окончил Одесское мореходное училище.
Внёс несколько рационализаторских предложений, который значительно увеличили производительность докерского труда. Каждый член бригады Николая Тымуня за смену перерабатывал в среднем около 20 тонн мешкообразного груза. Бригада, состоящая из 100 докеров, ежегодно перевыполняла план на 150—155 %. В 1984 году удостоен звания Героя Социалистического Труда «за выдающиеся успехи в выполнении плановых заданий и социалистических обязательств, большой личный вклад в повышение эффективности и качества работы морского транспорта».
Избирался депутатом Верховного Совета УССР 11 созыва.
С 90-х годов XX столетия работал в стивидорной компании «Петрэкс» в качестве стивидора, затем заместителя начальника комплекса по эксплуатации. В последнее время работает старшим стивидором в компании «Новотех-терминал» города Одессы.

## Память
- В 1970 году на Одесской киностудии вышел документальный фильм «Причал» с участием Николая Тымуня.
- Его именем назван причал № 14 Одесского морского порта[1][2].

## Награды
- Герой Социалистического Труда — указом Президиума Верховного Совета СССР от 20 июля 1984 года
- Орден Ленина
- Орден Трудового Красного Знамени
- Орден «Знак Почёта»
- Почётный работник морского флота
- Заслуженный работник транспорта Украины (1998)